# Любешево (Поморське воєводство)
Любешево (пол. Lubieszewo, нім. Ladekopp) — село в Польщі, у гміні Новий Двур-Гданський Новодворського повіту Поморського воєводства.
Населення — 599 осіб (2011).
У 1975-1998 роках село належало до Ельблонзького воєводства.

## Демографія
Демографічна структура станом на 31 березня 2011 року:
|          | Загалом | Допрацездатний вік | Працездатний вік | Постпрацездатний вік |
| -------- | ------- | ------------------ | ---------------- | -------------------- |
| Чоловіки | 302     | 61                 | 216              | 25                   |
| Жінки    | 297     | 66                 | 176              | 55                   |
| Разом    | 599     | 127                | 392              | 80                   |